# 井上智勝
井上 智勝（いのうえ ともかつ、1967年 - ）は、大阪府出身の歴史学者。埼玉大学教授。専門は日本近世史。博士（文学）(筑波大学）。

## 略歴
- 1990年　立命館大学文学部史学科卒業
- 1997年　筑波大学大学院博士課程歴史・人類学研究科単位取得退学
- 1997年　大阪市立博物館学芸員
- 2006年　博士（文学）（筑波大学）。論文題目「近世の神社と朝廷権威 」[1]。
- 2011年　埼玉大学教養学部准教授
- 2013年　埼玉大学教養学部教授

## 著書

### 単著
- 『近世の神社と朝廷権威』（吉川弘文館、2007年　ISBN　9784642034227。オンデマンド版 2021年　ISBN　9784642734226）
- 『吉田神道の四百年 神と葵の近世史』（講談社、2013年）

### 共編著
- 井上智勝・高埜利彦編『近世の宗教と社会2 国家権力と宗教』（吉川弘文館、2008年）